# Diego de Gumiel
Diego de Gumiel (Gumiel de Izán, segle xv - ?, segle xvi), fou un tipògraf i impressor castellà.

## Vida
Fill d'Alonso Gonçales i d'Isabel, va canviar el cognom pel topònim del lloc de naixença, Gumiel de Izán, proper a Aranda de Duero, en l'actual província de Burgos. Hauria après l'ofici d'impressor, probablement, a Burgos.

### Activitat a Girona i Barcelona (1494-1501)
Arribà a Girona juntament amb l'impressor asturià Juan de Valdés, i allà constituïren una societat, a la qual posteriorment s'hi incorporà Joan Pla, per al negoci de la impremta, que estava emplaçat en una casa llogada al carrer de Ciutadans, de Girona. En els documents notarials gironins, Diego de Gumiel declara ser impressor i gravador, del que hom ha deduït que el seu ofici principal havia de ser la confecció de punxons i matrius, és a dir, la confecció de tipografies per a ésser venudes als impressors que en requerien, fet que explicaria el seu patrimoni notori en aquests anys inicials de la seva carrera professional. A Barcelona treballava amb el sobrenom d'el Castellano, i segons un document de 1494, juntament amb Juan de Valdés, constitueix una societat amb els llibreters Gabriel Prats i Pere Ramon Gavarró. Per tant, Gumiel en aquests anys desenvolupa la seva activitat de forma paral·lela a Barcelona i a Girona. A Barcelona hi imprimí, el 1497, la segona edició del Tirant lo Blanc, per encàrrec del llibreter i editor francès Carmini Ferrer. Segons els documents notarials, a finals de 1495 ja estaria establert exclusivament a Barcelona. El 1501, després de tancar i liquidar els seus negocis a Catalunya, Gumiel partí cap a Valladolid.

### Activitat a Valladolid (1501-1513)
Diego de Gumiel va passar a ser impressor responsable de la producció de butlles en el monestir de Nuestra Señora de Prado, a Valladolid, succeint l'impressor Juan de Burgos i antecedint Arnao Guillén de Brocar. D'un document notarial resulta que alternava la seva activitat tipogràfica al monestir amb la de llibreter a Valladolid. En aquesta etapa imprimeix, a Valladolid, entre altres obres, les traduccions castellanes de la Història de Josep (1507), de Joan Roís de Corella i del Tirant lo Blanc (Tirante el Blanco) (1511).

### Activitat a València (1513-1517)
A València Gumiel donà a l'estampa una sèrie d'obres de Ramon Llull i l'Aureum opus regalium privilegiorum civitatis et Regni Valentie (1515). Es creu que hi devia morir poc després del 1517.